# Afonso IV van Kongo
Afonso IV van Kongo was Mwene Kongo van het Koninkrijk Kongo tot ongeveer 1780. 

## Levensloop
Zijn heerschappij vond plaats tijdens de onrustige en slecht gedocumenteerde periode in de tweede helft van de 18e eeuw. Volgens de chronologie van Peter Truhart zou hij de opvolger zijn geweest van Hendrik II Nlengi en werd hij zelf opgevolgd door José I van Kongo.